# Pfadibewegung Schweiz

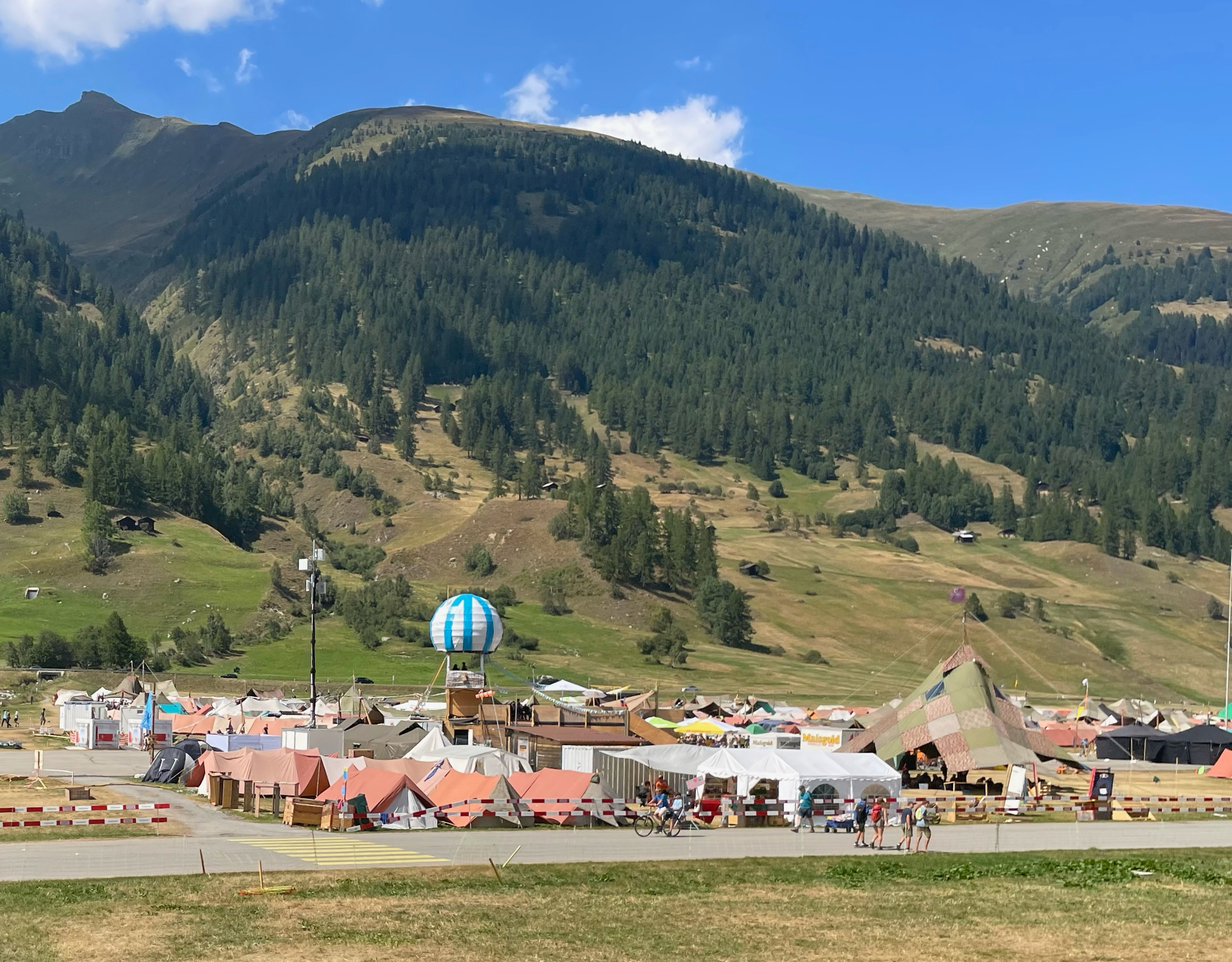
Bundeslager 2022 «mova» der Pfadfinderbewegung Schweiz

Die Pfadibewegung Schweiz (PBS) ist der Dachverband der Schweizer Pfadfinder und Pfadfinderinnen (geschlechtsneutral Pfadis genannt). Sie entstand 1987 durch den Zusammenschluss des Schweizerischen Pfadfinderbunds (SPB) und des Bundes Schweizerischer Pfadfinderinnen (BSP).

## Struktur

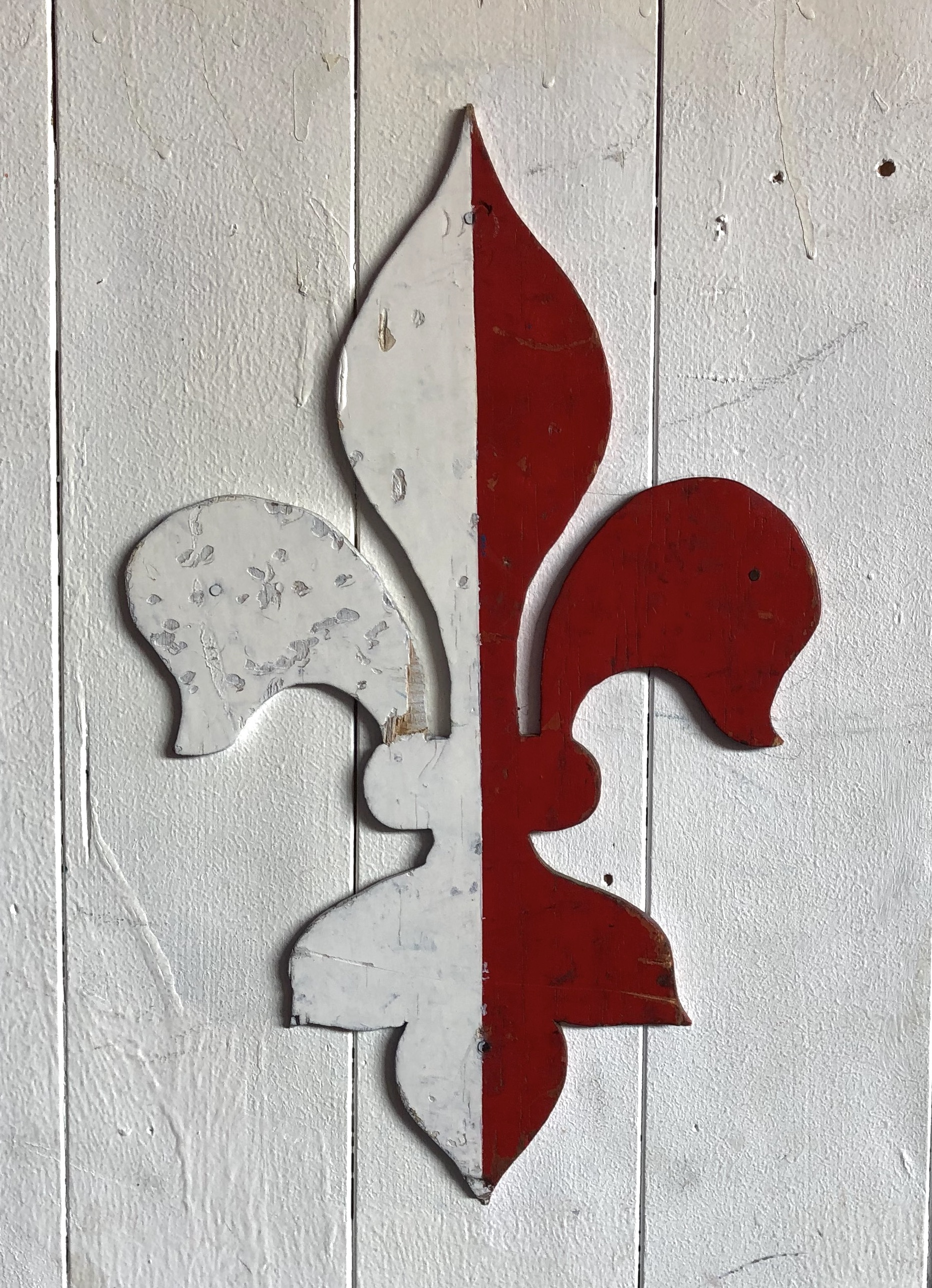
Schweizerische Form der Pfadfinderlilie

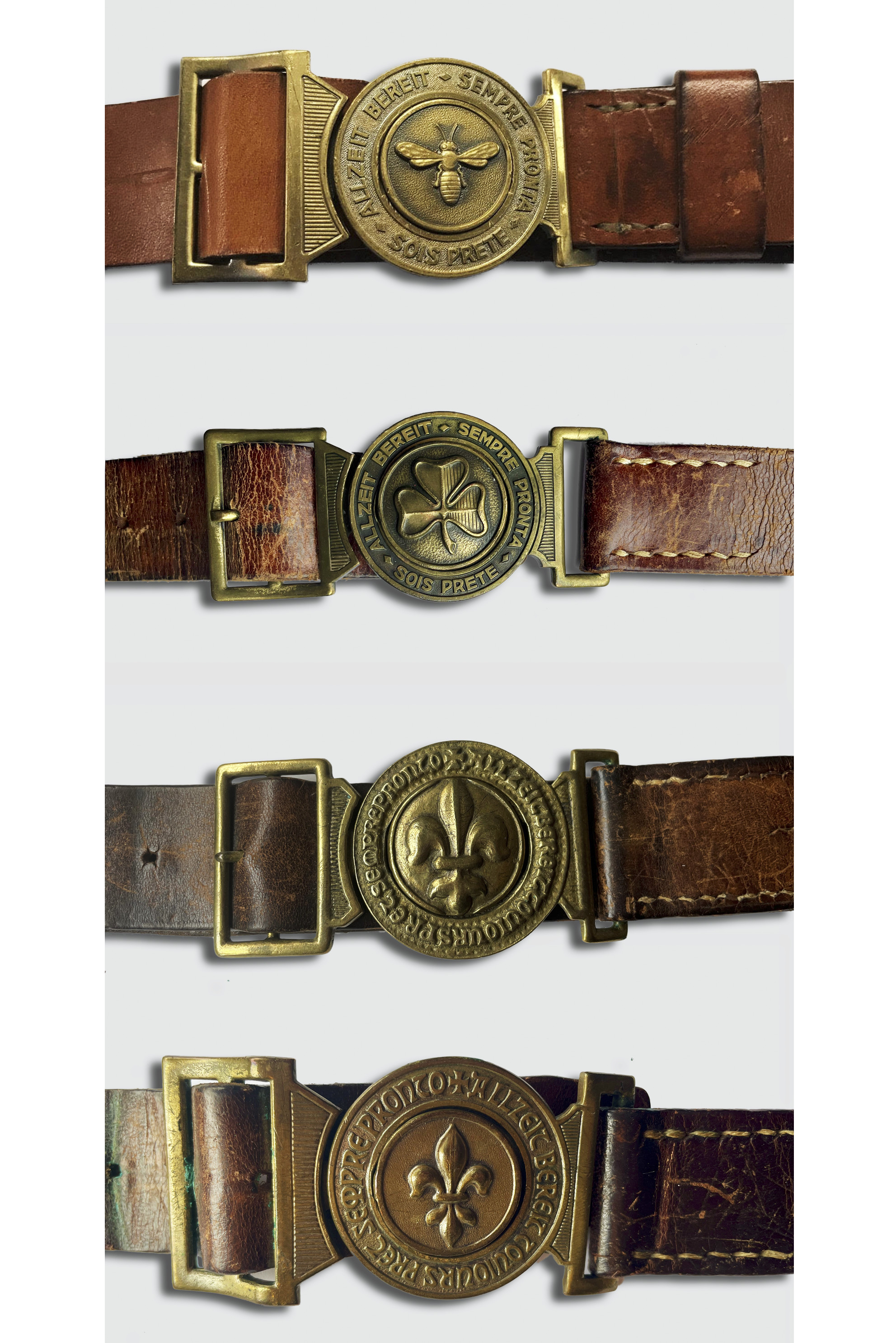
Gürtelschnallen: Bienli der jüngsten Mädchenstufe, Kleeblatt der Mädchen, alte und neue Lilie der Buben

Der Verein ist mit mehr als 50'500 Mitgliedern (Stand 2022) die grösste Kinder- und Jugendorganisation der Schweiz. Sie fasst 22 Kantonalverbände mit mehr als 550 lokalen Gruppen (Abteilungen) zusammen. Die PBS funktioniert nach dem Grundsatz «Junge führen Junge». So sind die Abteilungsleiter und -leiterinnen selten über 25 und die Gruppenleiter in der Regel zwischen 17 und 20 Jahren alt.
Der Verein ist Mitglied in den Weltpfadfinderverbänden World Organization of the Scout Movement (WOSM) und World Association of Girl Guides and Girl Scouts (WAGGGS).
Anders als in Deutschland gibt es in der Schweiz nur einen grossen Pfadfinderverband. Die meisten Mitglieder sind über die Kantonalverbände direkt Mitglied in der PBS. Aber auch der Verband katholischer Pfadfinderinnen und Pfadfinder ist Mitglied in der PBS.
Ausserhalb der PBS entstanden nach 1980 mehrere kleine Organisationen, die die inhaltlichen Modernisierungen der Pfadfinderarbeit ablehnen, meist mit wenigen hundert Mitgliedern. Zu ihnen zählen die Schweizerische Pfadfinderschaft Europas/Scoutisme Européen Suisse und Feuerkreis Niklaus von Flüe. Darüber hinaus haben verschiedene ausländische Pfadfinderorganisationen Gruppen in der Schweiz, unter anderem Scouting America, die Girl Scouts of the USA und das dänische Pfadfinderkorps.
Innerhalb der PBS-Struktur ist auch das Unternehmen Scout & Sport AG, besser bekannt unter dem Namen hajk angesiedelt. Hajk ist der offizielle Ausrüster der Pfadibewegung Schweiz und bietet neben dem spezifischen Pfadisortiment ein breites Outdoorsortiment an. Die Scout und Sport AG gehört zu 90 % der Pfadibewegung Schweiz, die restlichen 10 % gehören den Kantonalverbänden, allfällige Gewinne von hajk fliessen somit vollumfänglich in die Jugendarbeit. Schweizweit gibt es über 500 hajk-Materialstellen die von den Pfadi-Abteilungen ehrenamtlich betrieben werden, zusätzlich betreibt hajk einen Shop an der Speichergasse 31 in Bern und einen Webshop.

## Programm
Zur Umsetzung der Pfadfindermethode gliedert die Pfadibewegung Schweiz ihr Programm in fünf Altersstufen, für die unterschiedliche Aktivitäten mit jeweils eigenen Schwerpunkten angeboten werden.
| alte Bezeichnung | Bezeichnung der Stufe | Alter        | Bezeichnung der Gruppenmitglieder     |
| ---------------- | --------------------- | ------------ | ------------------------------------- |
|                  | Biberstufe            | 5–6 Jahre    | Biber                                 |
| 1. Stufe         | Wolfsstufe            | 6–10 Jahre   | Wölfe (bei den Mädchen früher Bienli) |
| 2. Stufe         | Pfadistufe            | 10–14 Jahre  | Pfadi                                 |
| 3. Stufe         | Piostufe              | 14–17 Jahre  | Pios                                  |
| 4. Stufe         | Roverstufe            | ab 17 Jahren | Rover                                 |

## Bundeslager
Zumeist alle 14 Jahre treffen sich die verschiedenen Einheiten und Stufen der Pfadibewegung Schweiz zu einem gemeinsamen Bundeslager (kurz Bula).
Das letzte BuLa fand 2022 unter dem Motto: «mova – on y va!» im Bezirk Goms im Kanton Wallis statt. Rund 30'000 Kinder und Jugendliche nahmen teil, damit war es das bislang grösste Bundeslager der Pfadibewegung Schweiz.

## Geschichte
2024 erhielt die Pfadibewegung den mit 200’000 Franken dotierten Preis der Stiftung Dr. J. E. Brandenberger für ihre «Verdienste zur Förderung von Toleranz, Respekt und Zusammenleben in Frieden».